# Стадион Эвжена Рошицкого
Стадион Эвжена Рошицкого (чеш. Stadion Evžena Rošického) — многоцелевой спортивный стадион, расположенный в чешской Праге, в квартале Страгов. На нём проводился чемпионат Европы по лёгкой атлетике 1978 года, также до 2002 года здесь проводились мемориалы Евжена Рошицкого и Йожефа Одложила.
Стадион также принимает футбольные матчи, на нём здесь чаще всего проводятся финальные игры Кубка Чехии. Как минимум девять команд проводили на нём свои домашние матчи, в их числе пражские «Славия», «Спарта», «Богемианс 1905», «Кладно» и «Богемианс».
Назван в честь Эвжена Рошицкого, легкоатлета и антифашистского деятеля. Вмещает 19 032 человека.